# Angélus
Angélus is een Belgisch bier van hoge gisting.
Het bier wordt gebrouwen in de artisanale Brasserie Brootcoorens te Erquelinnes, Henegouwen.

## Varianten
- Blonde, licht amberkleurig bier met een alcoholpercentage van 7%
- Brune, bruin bier met een alcoholpercentage van 7%
- Spéciale Noël, koperblond kerstbier met een alcoholpercentage van 9%